# 赤石敏夫
赤石敏夫（あかいし としお、1951年 - ）は、日本の作曲家、音楽教育家。

## 来歴・人物
岩手県盛岡市出身。国立音楽大学音楽学部作曲学科卒業。作曲及び理論を七ツ矢博資、嵐野英彦、溝上日出夫、中村太郎、島岡譲、松本民之助に師事、ピアノを竹山悠紀子に師事。作風は特に○○派ということはない。「音楽愛好家のための分かりやすい音楽を書く」とプログラム等に本人が必ず書いている。実験的な事柄よりエモーショナルな方向を好んでめざしている。
音楽教育家としては、「The Associated Board of the Royal Schools of Music」の「英国王立音楽検定」の普及、「アート・マネジメント」の必要性、テクノロジーの活用など、市中の音楽教育から音楽大学まで日本の音楽教育全般について新しい提案を積極的に行っている。国内はもとより海外の音楽教育事情にも詳しい。2000年から「音楽検定」の開発委員を務めている。
尚美学園作曲科助教授を経て、ローランドにてテクノロジーの音楽教育への活用について研究した。赤石音楽研究室代表、日本現代音楽協会、日本ソルフェージュ研究協議会、全日本ピアノ指導者協会、日本電子キーボード音楽学会の各会員。相愛大学音楽学部教授。大阪芸術大学非常勤講師。日本作曲家協議会理事。

## 主要作品
- ピアノのための「回想の日々」（1975～）
- 東和大学附属昌平高等学校校歌（現：昌平中学・高等学校、1980）
- パーカッション・アンサンブルのための「アストラル」（1988）
- ヴァイオリンとピアノのための「メディテイションズ」（1988）
- 電子ピアノのための「シークエンセズ」（1990）
- サクソフォンとピアノのための音楽「イド」（1998）
- フルートとハープシコードのための音楽「パピヨン」（1999）
- トランペットとピアノのための音楽「メランコリー」（2000）
- ヴァイオリンとピアノのための音楽「精霊の樹」（2001）
- 黒田佳子の詩による歌曲
  - 「揺らすシーソー高く低く」
  - 「あの頃」（2002）
  - 「今も聞こえる」（2002）
  - 「うろこ雲」（2003）
  - 「ほら貝の思い出」（2003）
- チェロとピアノのための音楽「スティープ・ウェイ」（2002）
- 「疲れ果てたブッシュ '03」―オーボエとクラリネットのための（2003）
- 「アジアン・フレグランス」―Fl,Vn,Vc,のための（2004）
- 「エターナル・リカレンス」-Fl,Vn,Vc,Pfのための（2004）
- 「サブコンシャス」―1人の打楽器奏者のために（2004）
- 工藤直子の詩による2つの歌曲「海の はじまり」「あいたくて」（2005）
- 「ルーパ」Cl,Vn,Cb,Perc.のための（2005）
- 「アポカリプス」―4手によるピアノのための（2005）
- 谷川俊太郎の詩による3つの歌曲
  - 「こころの色」「すこやかに」「おだやかに」（2006）
  - 「影と海」「ことばのとおりに」「たゆまずに」（2008）
  - 「愛が消える」「たったいま」「自分をはぐくむ」（2009）
  - 「からだはいれもの」「いのちの輪」「もっと向こうへと」（2011）
- ピアノのための「回想の日々2006」
  - 「漆黒の空にシリウスは輝く」「メランコリー」「解き放たれる風」「無我の論理」（2006）
- 「アリウェン」-木管五重奏のための（2007）
- 「ブレス・アブソルート」-クラリネットとピアノのための（2007）

## 主な著書
- 「ソルフェージュ入門（上・下）」（KMP）1981年初版（刊行中）
- 「和声法」（財・日本音楽教育文化振興会）1986年初版（刊行中）
- 「新訂・独習聴音問題集（上・下巻）CD-R付」（全音楽譜出版社）1996年初版－2010年改訂（刊行中）
- 「視唱 ステップ・アップ」（全音楽譜出版社・共著）2008年初版（刊行中）